# Guillermo Uribe Holguín

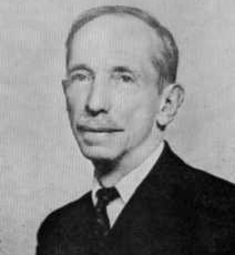
Guillermo Uribe Holguín

Guillermo Uribe Holguín (* 17. März 1880 in Bogotá; † 26. Juni 1971 ebenda) war ein kolumbianischer Komponist.
Uribe studierte zunächst an der Academia Nacional in Bogotá, ab 1903 in New York City, ab 1907 an der Schola Cantorum in Paris bei Vincent d’Indy Komposition und schließlich bei César Thompson und Émile Chaumont in Brüssel Violine. Von 1910 bis 1935 war er Direktor des Konservatoriums von Bogotá, danach wirkte er als freier Komponist.
Er komponierte eine Oper, elf Sinfonien, eine sinfonische Dichtung, drei sinfonische Skizzen, zwei Sinfonietten für Klavier und Orchester, zwei Violinkonzerte, ein Cembalo- und ein Bratschenkonzert, Kammermusik, eine Kantate, Sakralmusik, Klavierwerke, Chöre und Lieder. Er gilt als der bedeutendste kolumbianische Komponist des 20. Jahrhunderts.